# Lugon-et-l'Île-du-Carnay
Lugon-et-l'Île-du-Carnay è un comune francese di 1 131 abitanti situato nel dipartimento della Gironda nella regione della Nuova Aquitania.

## Società

### Evoluzione demografica
Abitanti censiti